# Grant Sawyer

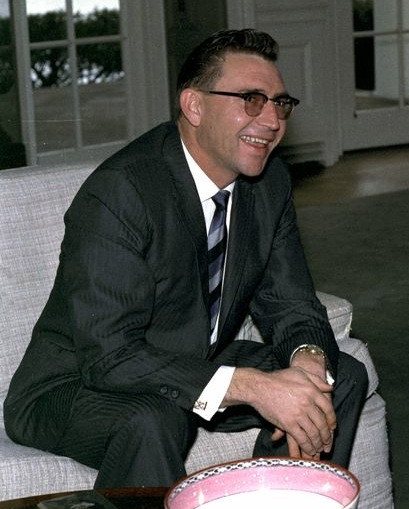
Grant Sawyer år 1962

Frank Grant Sawyer, född 14 december 1918 i Twin Falls, Idaho, död 19 februari 1996 i Las Vegas, Nevada, var en amerikansk demokratisk politiker.
Sawyer tjänstgjorde i United States Army i andra världskriget. Han studerade vid Linfield College i Oregon, University of Nevada, Reno och George Washington University Law School. Han gifte sig 1946 med Bette Norene Hoge.
Han var distriktsåklagare för Elko County 1950-1958 och guvernör i Nevada 1959-1967. Han var den första guvernören i Västra USA som gav sitt stöd åt John F. Kennedy i presidentvalet i USA 1960.
Sawyers änka Bette avled 2002. Makarna Sawyers grav finns på Palm Valley View Memorial Park i Las Vegas.